# Весна (картина Арчимбольдо)
«Весна» (итал. la Primavera) — картина итальянского художника Джузеппе Арчимбольдо (итал. Giuseppe Arcimboldo; 1527—1593), написанная в 1573 году. Выполнена маслом на холсте. Находится в музее Лувра. Размер — 76 × 64 см

## Описание
«Весна» — аллегорический портрет из цикла «Времена года». Символизирует юность. Подобно трём другим картинам этого цикла («Лето», «Осень», «Зима»), образ Весны полностью выполнен из цветов и листьев. Портрет написан в профиль на тёмном насыщенном фоне, что делает изображение более освещённым и красочным. В одежде Весны угадывается влияние испанской моды того времени. Строгое роскошное платье с высоким воротником сшито из разнообразных зелёных листьев, ирисов и дикой земляники. Воротник выписан белыми весенними цветами. Волосы Весны собраны из множества цветов и похожи на пёстрый букет. Венчает причёску большая белая лилия — символ чистоты. Её лицо также состоит из мелких белых и светло-розовых цветов. Вместо румянца на щеке и подбородке — алые розы. Её губы сделаны из ярких лепестков, нос – из нераскрывшейся лилии, ухо – красная камелия. Серёжка изображена в виде фуксии. И наконец, цветочная гирлянда заключает в раму всё изображение. Предположительно, обрамление гирляндой добавлено в XVII веке.

## История
Арчимбольдо писал свои необычные произведения, работая при дворе императора Максимилиана II. Художник создал в качестве подарка для него два цикла картин — «Времена года» и «Четыре стихии» («Вода», «Земля», «Огонь» и «Воздух»). В знак признательности мастеру Максимилиан II принял участие в фестивале 1571 года под руководством Джузеппе Арчимбольдо, на котором он сам и члены императорского двора оделись в костюмы «Времён года» и «Четырёх стихий».

## Картины из серии «Времена года»
- Осень. 1573 год. Лувр
- Лето. 1573 год. Лувр
- Зима. 1573 год. Лувр